# Lijst van burgemeesters van Zegwaart
Dit is een lijst van burgemeesters van de voormalige Nederlandse gemeente Zegwaart tot die gemeente in 1935 opging in de gemeente Zoetermeer.
| Ambtsperiode | Naam burgemeester              | Partij of stroming | Bijzonderheden                                                           |
| ------------ | ------------------------------ | ------------------ | ------------------------------------------------------------------------ |
| 1812 - 1813  | P. Osy                         |                    | maire                                                                    |
| 1813 - 1832  | Martinus van Graauwenhaan      |                    | maire/schout/burgemeester                                                |
| 1833 - 1850  | Willem van Galen               |                    | tevens burgemeester van Benthuizen (1832-1850)                           |
| 1850 - 1862  | Hendrik Andreas de Vijver      |                    | tevens burgemeester van Benthuizen (1850-1861)                           |
| 1862 - 1882  | Jacobus Lammens                |                    |                                                                          |
| 1882 - 1917  | Cornelis Leonardus Jacobus Bos |                    | tevens burgemeester van Benthuizen (1883-1903) en Zoetermeer (1894-1912) |
| 1918 - 1931  | Frederic Sophie Guillaume Bos  |                    | tevens burgemeester van Zoetermeer (1912-1931); opvolger van zijn vader  |
| 1931 - 1935  | Leopold Roland Middelberg      |                    | tevens burgemeester van Zoetermeer (1931-1938)                           |